# أمديرما
أمديرما (الروسية: Амдерма) هي مدينة في مقاطعة أوكروغ نينيتس الذاتية في روسيا.

## المناخ
يظهر الجدول التالي التغييرات المناخية على مدار السنة لأمديرما:
| البيانات المناخية لـأمديرما | البيانات المناخية لـأمديرما | البيانات المناخية لـأمديرما | البيانات المناخية لـأمديرما | البيانات المناخية لـأمديرما | البيانات المناخية لـأمديرما | البيانات المناخية لـأمديرما | البيانات المناخية لـأمديرما | البيانات المناخية لـأمديرما | البيانات المناخية لـأمديرما | البيانات المناخية لـأمديرما | البيانات المناخية لـأمديرما | البيانات المناخية لـأمديرما | البيانات المناخية لـأمديرما |
| الشهر                       | يناير                       | فبراير                      | مارس                        | أبريل                       | مايو                        | يونيو                       | يوليو                       | أغسطس                       | سبتمبر                      | أكتوبر                      | نوفمبر                      | ديسمبر                      | المعدل السنوي               |
| --------------------------- | --------------------------- | --------------------------- | --------------------------- | --------------------------- | --------------------------- | --------------------------- | --------------------------- | --------------------------- | --------------------------- | --------------------------- | --------------------------- | --------------------------- | --------------------------- |
| الدرجة القصوى °م (°ف)       | 1.6 (34.9)                  | 1.5 (34.7)                  | 3.5 (38.3)                  | 7.6 (45.7)                  | 20.3 (68.5)                 | 28.0 (82.4)                 | 31.8 (89.2)                 | 28.8 (83.8)                 | 21.4 (70.5)                 | 11.7 (53.1)                 | 4.3 (39.7)                  | 4.9 (40.8)                  | 31.8 (89.2)                 |
| المتوسط اليومي °م (°ف)      | −18.2 (−0.8)                | −19.1 (−2.4)                | −14.8 (5.4)                 | −11.6 (11.1)                | −4.3 (24.3)                 | 2.3 (36.1)                  | 7.3 (45.1)                  | 7.1 (44.8)                  | 3.8 (38.8)                  | −1.5 (29.3)                 | −10.1 (13.8)                | −14.8 (5.4)                 | −6.2 (20.9)                 |
| أدنى درجة حرارة °م (°ف)     | −42.4 (−44.3)               | −44.6 (−48.3)               | −43.1 (−45.6)               | −33.9 (−29.0)               | −26.0 (−14.8)               | −9.5 (14.9)                 | −4.4 (24.1)                 | −3.3 (26.1)                 | −9.7 (14.5)                 | −27.7 (−17.9)               | −34.9 (−30.8)               | −39.7 (−39.5)               | −44.6 (−48.3)               |
| الهطول مم (إنش)             | 34 (1.3)                    | 25 (1.0)                    | 23 (0.9)                    | 22 (0.9)                    | 25 (1.0)                    | 33 (1.3)                    | 52 (2.0)                    | 49 (1.9)                    | 50 (2.0)                    | 47 (1.9)                    | 38 (1.5)                    | 38 (1.5)                    | 436 (17.2)                  |
| المصدر: Roshydromet         |                             |                             |                             |                             |                             |                             |                             |                             |                             |                             |                             |                             |                             |